# Maschinenmühle mit Inventar

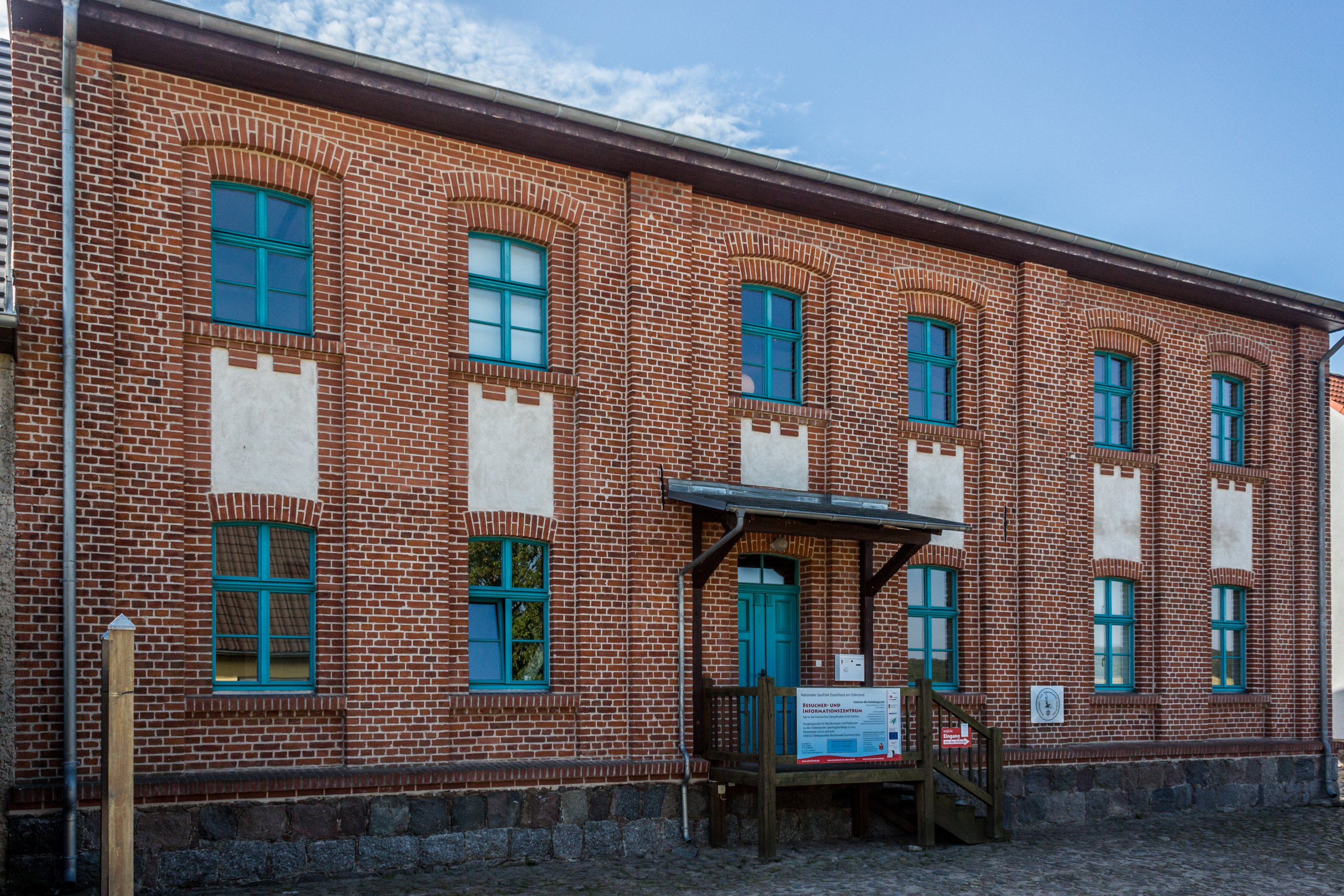
Maschinenmühle in Ziethen

Die Maschinenmühle mit Inventar ist ein denkmalgeschütztes Gebäude in Groß-Ziethen, einem Ortsteil der Gemeinde Ziethen im Landkreis Barnim im Land Brandenburg.

## Lage
Das Gebäude liegt nördlich des historischen Dorfangers an der Straße Zur Mühle. Sie führt vom Zentrum aus in nordwestlicher Richtung aus dem Ort. Die Mühle liegt südlich der Straße auf einem Grundstück, das nicht eingefriedet ist.

## Geschichte
Das Bauwerk wurde um 1890 von Wilhelm Krause als Dampfmühle errichtet und war bis 1991 in Betrieb. In den letzten Jahren wurde sie als Schrotmühle und Speicher genutzt. Nach der Stilllegung drohte der Verfall. In der Gemeinde gründete sich der Verein Steinschläger- und Hugenottendorf Groß-Ziethen, der das Gebäude sanierte. Es wird im Jahr 2020 vom Geopark Eiszeitland am Oderrand genutzt.

## Baubeschreibung
Das Bauwerk wurde im Wesentlichen aus rötlichem Mauerstein auf einem Sockel aus behauenen und lagig geschichteten Feldsteinen errichtet. Es besitzt einen rechteckigen Grundriss sowie zwei Geschosse mit einem Haupteingang zur Straßenseite. Die Fassade ist mit vier Lisenen in drei Felder gegliedert. In jedem Feld befinden sich zwei gestufte Blenden, die sich über die gesamte Höhe des Bauwerks erstrecken. In diesen Blenden sind wiederum zwei übereinander angeordnete, gedrückt-segmentbogenförmige Fenster, die mit einer weiteren, verputzten Blende optisch miteinander verbunden wurden. Die linke Seite des Gebäudes grenzt an einer weiteren Wohnbebauung an. Die rechte Fassadenseite ist ebenfalls mit einer Lisene in zwei Felder gegliedert. Dort sind in jedem Feld zwei weitere, gedrückt-segmentbogenförmige Fenster in jedem Geschoss. Auf der Rückseite befindet sich ein eingeschossiger und rechteckiger Anbau mit einer Tür und einem Fenster. An der übrigen Fassade befinden sich links und rechts je zwei weitere, übereinander angeordnete Fenster. Im Innenraum befinden sich zahlreiche historische Ausstattungsgegenstände der Mühle in einem gebrauchsfähigen Zustand.